# I quattro cavalieri dell'apocalisse e il bianco cavallo della pace
I quattro cavalieri dell'apocalisse e il bianco cavallo della pace è un gruppo scultoreo di Harry-Pierre Rosenthal posto nei Giardini pubblici Indro Montanelli a Milano.

## Descrizione dell'opera
L'opera di Rosenthal fu acquistata dal Comune di Milano nel 1976 e destinata ai giardini pubblici.
È formata da quattro statue di cavalieri con basamenti di diversa altezza; due cavalli sono rampanti, uno è slanciato in avanti e uno è fermo.
Una quinta statua, senza basamento, mostra un cavallo fermo intento a brucare l'erba.